# 單飛雪
單飛雪，台灣言情小說作家。華岡藝術學校畢業生。1998年11月首次使用本筆名於台灣林白出版社（更名為狗屋/果樹出版社）出版第一部作品。
2002年9月起，香港天地圖書旗下的小小書坊及星河出版社開始持續出版單飛雪的香港版書籍。截至2008年6月共有35部作品除台灣版外另有發行香港版。
2008年，單飛雪的作品《欲罷不能》及《噓！別說我愛老大》由泰國Jamsai出版社แจ่มใส翻譯成泰文於當地發行。此為台灣本土言情小說獲翻譯為外文的先例之一。
2014年於皇冠60週年特刊 首次邀請單飛雪作家撰寫散文《感謝的力量》，並於文後介紹作家本人為張阿捨，介紹內容為：「張阿捨，曾以『單飛雪』為名，撰寫愛情故事。閒以『張阿捨』為名，撰繪家常事。愛世間無心機之可人兒。勵志吃爽，愛透，活夠帥。一生憑自由意志，江湖打工。家財萬貫或身無分文，皆不能奪其自樂之志。常感生如夢，渾沌迷離，變幻莫測。但求活出，當下精彩」。
單飛雪閒以張阿捨為名於痞客邦部落格「吉羊居」（页面存档备份，存于）撰繪家常事。

## 作品列表

### 中文出版物
- . 狗屋出版社. 2017年8月. ISBN 978-986-943-276-4.

- . 狗屋出版社. 2016年8月. ISBN 978-986-929-409-6.

- . 狗屋出版社. 2015年8月. ISBN 978-986-567-294-2.

- . 狗屋出版社. 2014年10月. ISBN 978-986-567-222-5.

- . 狗屋出版社. 2014年3月. ISBN 978-986-165-981-7.

- . 狗屋出版社. 2013年8月. ISBN 978-986-165-925-1.

- . 狗屋出版社. 2013年2月. ISBN 978-986-165-889-6.

- . 狗屋出版社. 2012年8月. ISBN 978-986-240-873-5.

- . 狗屋出版社. 2012年2月. ISBN 978-986-165-788-2.

- . 狗屋出版社. 2011年8月. ISBN 978-986-240-626-7.

- . 狗屋出版社. 2011年4月. ISBN 978-986-165-703-5.

- . 狗屋出版社. 2010年11月. ISBN 978-986-240-453-9.

- . 狗屋出版社. 2010年8月. ISBN 978-986-240-375-4.

- . 狗屋出版社. 2008年5月. ISBN 978-986-163-769-3.

- . 狗屋出版社. 2008年2月. ISBN 978-986-163-698-6.

- . 狗屋出版社. 2007年11月. ISBN 978-986-163-642-9.

- . 狗屋出版社. 2007年8月. ISBN 978-986-163-570-5.

- . 狗屋出版社. 2007年4月. ISBN 978-986-163-570-5.

- . 果樹出版社. 2007年1月. ISBN 978-986-165-218-4.

- . 果樹出版社. 2006年9月. ISBN 978-986-163-343-5.

- . 狗屋出版社. 2006年7月. ISBN 978-986-163-277-3.

- . 狗屋出版社. 2006年4月. ISBN 978-986-163-226-1.

- . 果樹出版社. 2006年2月. ISBN 978-986-165-103-3.

- . 狗屋出版社. 2005年11月. ISBN 978-986-163-146-2.

- . 狗屋出版社. 2005年7月. ISBN 978-986-163-086-1.

- . 狗屋出版社. 2005年4月. ISBN 978-986-163-035-9.

- . 狗屋出版社. 2005年2月. ISBN 978-986-424-990-9.

- . 狗屋出版社. 2004年10月. ISBN 978-986-424-868-1.

- . 狗屋出版社. 2004年8月. ISBN 978-986-424-827-8.

- . 狗屋出版社. 2004年5月. ISBN 978-986-424-727-1.

- . 狗屋出版社. 2004年3月. ISBN 978-986-424-676-2.

- . 狗屋出版社. 2004年1月. ISBN 978-986-424-619-9.

- . 果樹屋出版社. 2003年12月. ISBN 978-986-424-582-6.

### 泰文出版物
- . Jamsai. ISBN 978-974-7503-40-1.
- . Jamsai. ISBN 974-9984-09-9.

## 外部連結
- 狗屋/果樹出版社專訪（Archive.today的存檔，存档日期2004-08-05）